# Madelaine Rydberg
Anna Madelaine Rydberg Rogo, född 18 oktober 1929 i Malmö, död 15 juni 1983 i Värmdö församling, var en svensk tecknare, grafiker och målare.
Hon var dotter till Helge Rydberg och Gurli Nordstrand. Rydberg studerade dekorativt måleri vid Högre konstindustriella skolan i Stockholm 1948–1950 och 1952–1954 samt vid Konsthögskolans grafiska avdelning. Hon tilldelades Helge Ax:son Johnsons stipendium 1954 som hon använde till mosaikstudier i Ravenna. Tillsammans med Charlotte Ågård ställde hon ut på Lilla Paviljongen i Stockholm 1960 och hon medverkade i utställningarna Unga tecknare på Nationalmuseum, Ung grafik i Lund, Då och nu. Svensk grafik 1600-1959 och Stockholmssalongerna  på Liljevalchs konsthall samt i samlingsutställningar arrangerade av Dalarnas konstförening. Bland hennes offentliga arbeten märks en väggmålning på väv för Försvarets forskningsanstalt i Ursvik och vid en pristävlan om utsmyckning av ett utställningsrum på Nordiska museet i samband med Stockholms stads 700-årsjubileum fick hon första pris. Hennes konst består huvudsakligen av grafik och teckningar samt i mindre omfattning av akvarell eller oljemålningar. Hon är begravd på Värmdö kyrkogård.